# (25181) 1998 SN108
1998 أس أن 108 (ويعرف أيضًا باسم (25181) 1998 أس أن 108 وفق تسمية الكوكب الصغير) (بالإنجليزية: 1998 SN108)‏ هو كويكب ضمن حزام الكويكبات؛ وترتيبه 25181 من حيث الاكتشاف.
اكتُشف هذا الجُرم الفلكي بواسطة بحث لنكولن عن الكويكبات القريبة من الأرض في 26 سبتمبر 1998.

## وصلات خارجية
- (25181) 1998 SN108 في قاعدة بيانات مختبر الدفع النفاث لأجرام النظام الشمسي الصغيرة

- الاكتشاف · مخطط المدار ·  العناصر المدارية · المعلمات المادية

- (25181) 1998 SN108 على موقع ويكي سكاي: DSS2, SDSS, GALEX, IRAS, Hydrogen α, X-Ray, Astrophoto, Sky Map, Articles and images